# 手足情深
《手足情深》為臺灣歌手王傑的第二十四張個人專輯，也是第十七張國語專輯，發行於1996年2月，由波麗佳音公司發行。

## 專輯簡介
專輯由吳青蓉、方維珍共同製作，超凡有限公司統籌，王傑與飛碟唱片的合約於1995年底到期，在1996年轉投波麗佳音，並於2月推出其個人在波麗佳音的首張國語專輯《手足情深》，這張專輯在新加坡編曲家Ricky Ho的穿針引線下，邀請到了空中補給的吉他手Rex Goh擔任伴奏；而同名主打歌「手足情深」是獻給失散許久的哥哥。

## 曲目
| 曲序 | 曲名           | 曲            | 詞     | 編曲          | 附註 |
| 01   | 手足情深       | 王傑          | 王傑   | 吳青蓉        |      |
| 02   | 拋棄           | 吳青蓉        | 林怡珍 | Ricky Ho      |      |
| 03   | 盼你回眸       | 王傑          | 方維珍 | 江孝文        |      |
| 04   | 有緣相聚       | 黃麗星 洪晟文 | 姚若龍 | Ricky Ho      |      |
| 05   | 愛在每個地方   | 郭子          | 林美杏 | 吳青蓉 洪晟文 |      |
| 06   | 孤獨的飛       | 黃麗星 洪晟文 | 劉虞瑞 | Ricky Ho      |      |
| 07   | 醉讀女人心     | 方維珍        | 林貴敏 | 江孝文        |      |
| 08   | 把心交給我     | 靳鐵章        | 梁鴻斌 | Ricky Ho      |      |
| 09   | 彩色心         | 徐禹          | 方維珍 | 櫻井弘二      |      |
| 10   | 夠用一生的承諾 | 殷文琦        | 何啟弘 | Ricky Ho      |      |

## 唱片版本
- 錄音帶版
- CD版

## 專輯文案
他　曾是昨日的浪子
 
他　是臺灣紅遍世界的超級巨星第一人

他　正在創造更多的奇跡

王傑的1996
 
依然讓人感動
 
一樣教人期待

提到王傑
 
他儼然就是臺灣音樂里程碑上
 
最感動的驚嘆號

沒有人不會唱他的歌

沒有人能夠忘記王傑這個讓我們驕傲的名字

對華語世界而言
 
王傑的人與歌都是一種經典的象徵

而他對歌壇的影響
 
更將從1996年起帶著我們大步跨向新世紀

1996

王傑成立超凡有限公司
 
為他夢想的音樂理想國畫出新版圖

要為每一個人製造出更多更好的音樂

1996
 
王傑加盟波麗佳音
 
以一個嶄新的心情與你相會

要讓每一個人聽到更好的王傑

1996

王傑重組歌友會
 
他用愛心結合更多顆心關懷社會

要替每一個人找到溫暖與希望

王傑就是王傑
 
從不放棄理想 

永遠奮鬥不懈

他讓每一個人都有夢想實現的未來可追

華語世界第一人

王傑

永遠都在

## 音樂錄影帶
- 手足情深 （页面存档备份，存于）
- 拋棄 （页面存档备份，存于）    （莫綺雯演出）
- 盼你回眸 （页面存档备份，存于）（莫綺雯演出）
- 醉讀女人心 （页面存档备份，存于）（莫綺雯演出）

## 外部連結
- 1996年手足情深專輯訪問-王傑 （页面存档备份，存于）
- 1996年龍兄虎弟節目現場演唱「手足情深」 （页面存档备份，存于）